# Енгано (острів)
Енґано (індонез. Pulau Enggano) — острів в Індійському океані, біля південно-західного узбережжя острова Суматра. Належить Індонезії.

## Географія
Площа 443 км². Розташований приблизно за 125 км на південний захід від берега Суматри, довжина зі сходу на захід — 35 км, з півночі на південь — 16 км. Найбільша висота: 281 м над рівнем моря. Місцевість горбиста, вкрита лісами. Клімат жаркий та вологий.
На острові живе ендемічний вид сов — сплюшка енганська (Otus enganensis  Riley, 1927).

## Населення
Входить до складу провінції Бенгукулу. Найбільший населений пункт — Каяапу. Населення 1420 осіб (1989), переважно енганці.

## Економіка
Сільське господарство (плантації кокосів), виробництво деревини та копри.